# Synchronizátor

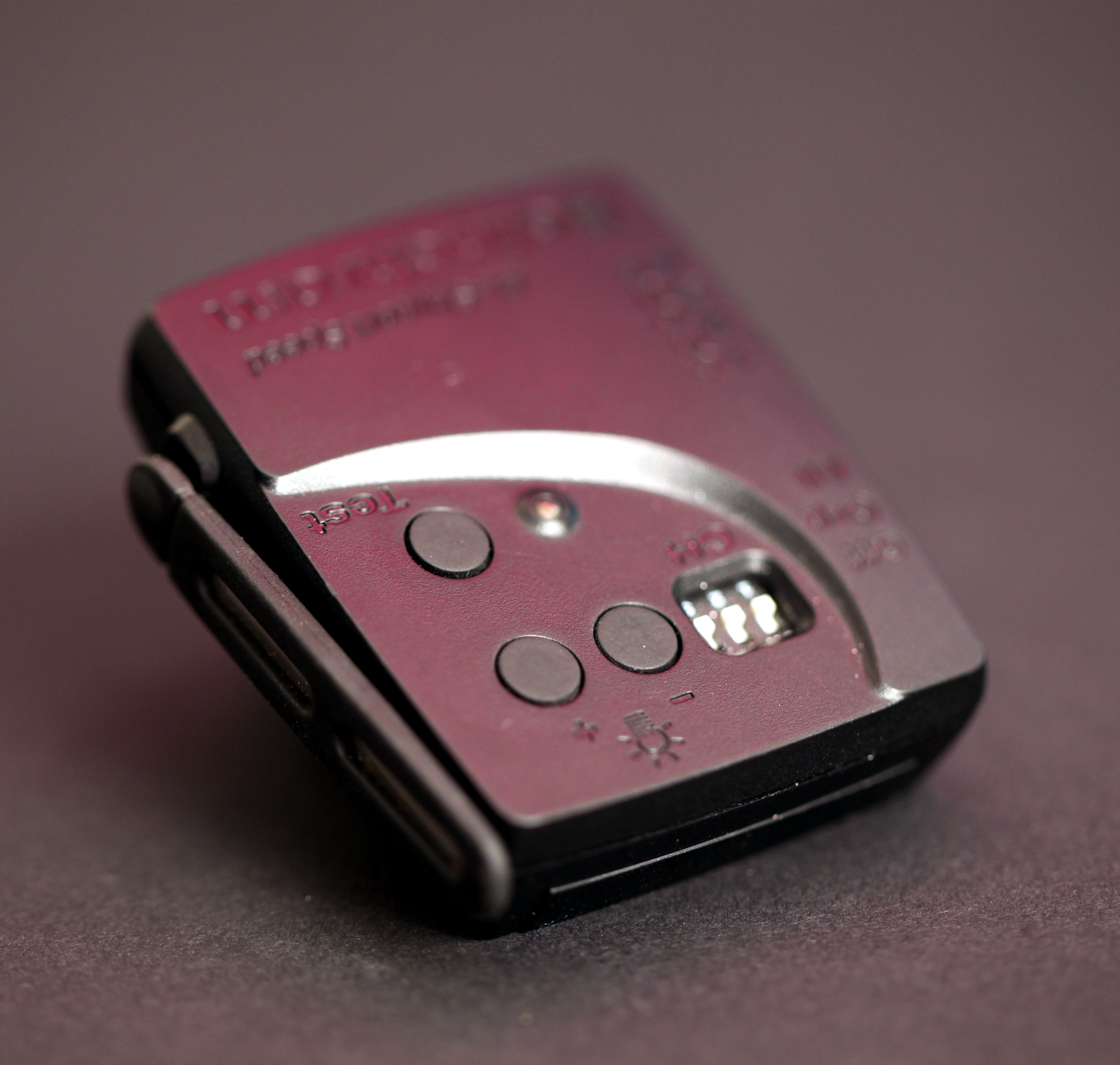
Rádiový synchronizátor s voličem kanálů

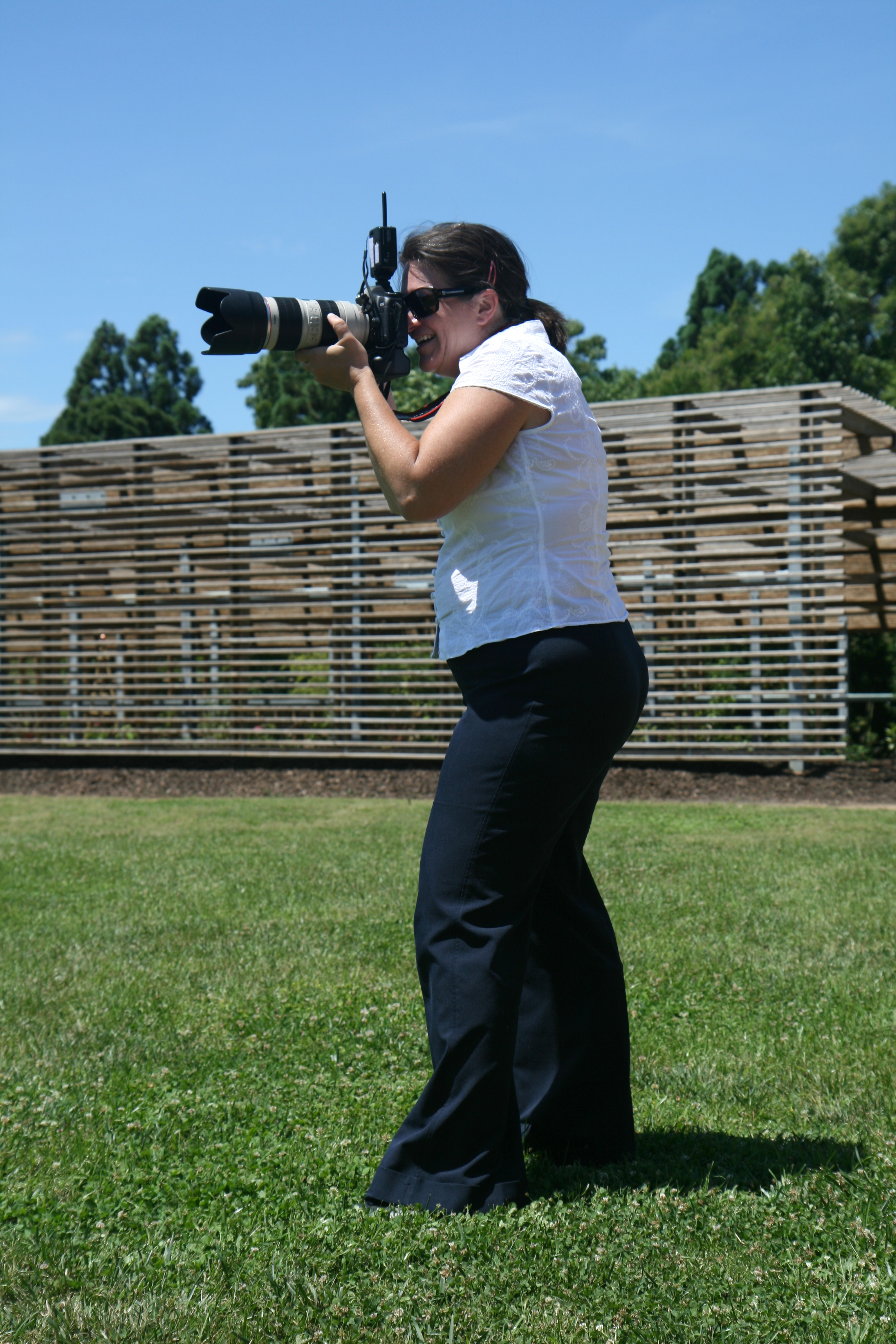
Fotografka se synchronizátorem v exteriéru

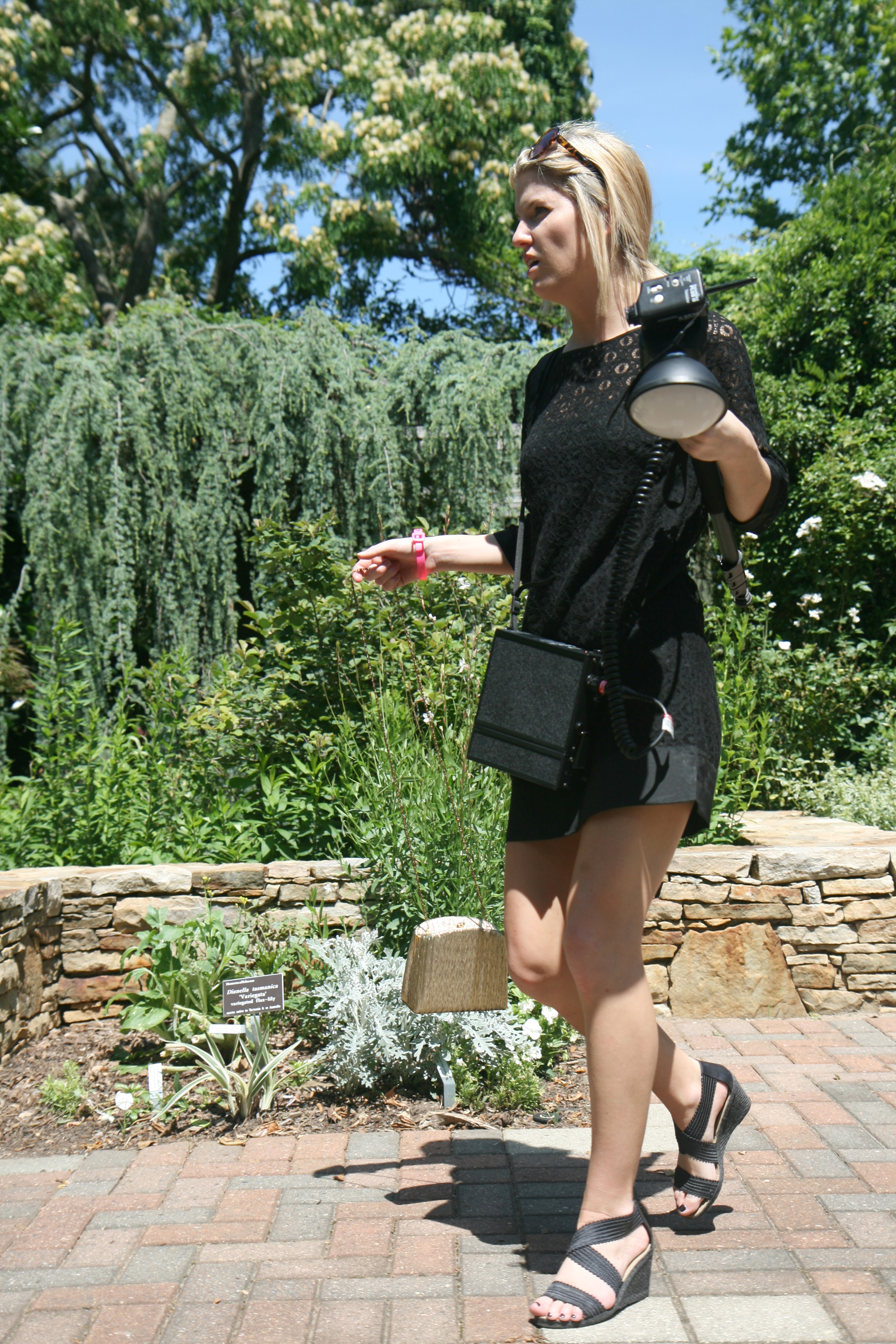
Pomocná fotografka, která obsluhuje externí blesk s bateriovým generátorem

Synchronizátor je zařízení k synchronizaci fotoaparátu a studiového osvětlení pro synchronní provoz závěrky fotoaparátu a blesku. V principu se jedná o drátěnou spoušť.

## Způsoby synchronizace

### Synchrokabel
Synchronizační kabel spojuje blesk s fotoaparátem. Ostatní blesky se rozsvěcují na základě jednoho připojeného blesku. Obvykle se dodává spolu se studiovými světly.
Nevýhody: fotograf je omezen délkou kabelu; při fotografování na ulici je pravděpodobné, že další blesky nebudou fungovat.

### Infračervený vysílač
Infračervený vysílač (synchrokontakt) se připojuje k sáňkám fotoaparátu a speciální čidla na blesku detekují infračervený signál, což vede k zažehnutí záblesku.
Nevýhody: na ulici obvykle blesk nepřijme signál od vysílače.

### Rádiový synchronizátor
Radiový synchronizátor se skládá ze dvou částí. Vysílač se připojuje k sáňkám fotoaparátu a přijímač se připojuje k zánlesku. Existuje možnost s jedním vysílačem synchronizovat více než jeden přijímač. Umožňuje ovládat pulzní světlo dokonce v jiné místnosti.
Nevýhody: levné modely radiosynchronizátorů pracují s rychlostí závěrky 1/60 sekundy, což může vést k rozmazání snímků.

### Synchronizace předbleskem
Další možností je synchronizovat studiový blesk pomocí vestavěného blesku fotoaparátu.
Nevýhodou je, když se studiový blesk odpálí předčasně předzáblesky. Je proto nutné zakázat TTL měření (Through the lens).